# Moja generacija
Chansons représentant la Yougoslavie au Concours Eurovision de la chanson
Gori vatra
(1973) Dan ljubezni
(1975)
Moja generacija (en français, Ma génération) est la chanson représentant la Yougoslavie au Concours Eurovision de la chanson 1974. Elle est interprétée par le groupe Korni Grupa (en).

## Eurovision
La chanson est la septième de la soirée, suivant Natati La Khayay interprétée par Poogy (en) pour Israël et précédant Waterloo interprétée par ABBA pour la Suède.
À la fin des votes, elle obtient 6 points et finit à la 12e place sur seize participants.

### Points attribués à la Yougoslavie
| 5 points | 4 points | 3 points | 2 points | 1 point                                    |
| -------- | -------- | -------- | -------- | ------------------------------------------ |
|          |          |          | - Italie | - Belgique - Espagne - Finlande - Portugal |